# Honda NSF250R
La Honda NSF250R es una motocicleta de competición diseñada para participar en la categoría Moto3 del Campeonato mundial de motociclismo.

## Características técnicas
El diseño de la NSF250R está basado en el modelo RS125R de 125 cc que participó en el Campeonato mundial en la categoría de 125 cc, con lo que mantiene en general sus características. El chasis es también una adaptación del mismo modelo, con las modificaciones oportunas para adaptarse a un motor más voluminoso y pesado. 
El motor es un monocilíndrico de cuatro tiempos, con una cilindrada de 249 cc y cuatro válvulas. La disposición del cilindro está invertida respecto a la usualmente empleada en motocicletas monocilíndricas o de cilindros en línea, es decir, en la NSF250R la admisión se realiza por el frontal y el escape descarga hacia atrás. Otra característica inusual del cilindro está su inclinación de 15 grados hacia atrás, para conseguir un mejor centrado de masas.
El modelo fue presentado en junio de 2011.